# 1847 Stobbe
1847 Stobbe је астероид главног астероидног појаса. Приближан пречник астероида је 23,90 km,
а средња удаљеност астероида од Сунца износи 2,609 астрономских јединица (АЈ).
Инклинација (нагиб) орбите у односу на раван еклиптике је 11,130 степени, а орбитални период износи 1540,108 дана (4,216 године). Ексцентрицитет орбите астероида износи 0,019.
Апсолутна магнитуда астероида износи 11,00 а геометријски албедо 0,123.
Астероид је откривен 1. фебруара 1916. године.